# Saison 1967-1968 de la LHOu
Saison précédente Saison suivante
La saison 1967-1968 est la 2e saison de hockey sur glace de la Ligue de hockey de l'Ouest du Canada, maintenant connu sous le nom de Ligue de hockey de l'Ouest. Les Bruins d'Estevan remportent la Coupe du Président en battant en finale les Bombers de Flin Flon.

## Saison régulière
Avant le début de la saison, la ligue est renommée Ligue de hockey de l'Ouest du Canada alors qu'elle portait pour sa saison inaugurale le nom de Ligue de hockey junior majeur du Canada.
Dans le même temps, les dirigeants du circuit annoncent l'ajout de quatre nouvelle franchises, soit les Bombers de Flin Flon, les Broncos de Swift Current, les Jets de Winnipeg et les Wheat Kings de Brandon.
Les Buffaloes de Calgary sont pour leur part renommés et deviennent ainsi les Centennials de Calgary.

### Classement
| Équipe                   | PJ | V  | D  | N | Pts | BP  | BC  |
| ------------------------ | -- | -- | -- | - | --- | --- | --- |
| Bombers de Flin Flon     | 60 | 47 | 8  | 5 | 99  | 361 | 143 |
| Bruins d'Estevan         | 60 | 45 | 13 | 2 | 92  | 262 | 169 |
| Oil Kings d'Edmonton     | 60 | 38 | 16 | 6 | 82  | 303 | 194 |
| Canucks de Moose Jaw     | 60 | 31 | 24 | 5 | 67  | 263 | 243 |
| Pats de Regina           | 60 | 29 | 23 | 8 | 66  | 246 | 237 |
| Jets de Winnipeg         | 60 | 27 | 26 | 7 | 61  | 276 | 362 |
| Blades de Saskatoon      | 60 | 20 | 31 | 9 | 49  | 260 | 362 |
| Wheat Kings de Brandon   | 60 | 21 | 33 | 6 | 48  | 238 | 279 |
| Broncos de Swift Current | 60 | 16 | 38 | 6 | 38  | 242 | 343 |
| Centennials de Calgary   | 60 | 15 | 40 | 5 | 35  | 218 | 318 |
| Red Wings de Weyburn     | 60 | 9  | 46 | 5 | 23  | 236 | 395 |

### Meilleurs pointeurs
| Joueur            | Équipe        | PJ | B  | A   | Pts | Pun |
| ----------------- | ------------- | -- | -- | --- | --- | --- |
| Bobby Clarke      | Flin Flon     | 59 | 51 | 117 | 168 | 148 |
| Reggie Leach      | Flin Flon     | 59 | 87 | 44  | 131 | 208 |
| Bernie Blanchette | Saskatoon     | 58 | 52 | 72  | 124 | 31  |
| Ron Snell         | Regina        | 60 | 56 | 55  | 111 | 86  |
| Reg Bechtold      | Moose Jaw     | 59 | 48 | 51  | 105 | 158 |
| Gene Peacosh      | Swift Current | 53 | 52 | 48  | 100 | 60  |
| Ron Garwasiuk     | Regina        | 58 | 56 | 43  | 99  | 153 |
| Mike Shaw         | Saskatoon     | 58 | 25 | 73  | 98  | 149 |
| Dick Mortenson    | Edmonton      | 60 | 53 | 40  | 93  | 37  |
| Jim Benzelock     | Winnipeg      | 58 | 43 | 50  | 93  | 168 |

## Séries éliminatoires
|  | Quarts de finale       | Quarts de finale     |                      |   | Demi-finales | Demi-finales |  |  | Finale | Finale |
|  | Quarts de finale       | Quarts de finale     |                      |   | Demi-finales | Demi-finales |  |  | Finale | Finale |
|  |                        |                      |                      |   |              |              |  |  |        |        |
|  |                        |                      |                      |   |              |              |  |  |        |        |
|  |                        |                      |                      |   |              |              |  |  |        |        |
|  | Bombers de Flin Flon   | 4                    |                      |   |              |              |  |  |        |        |
|  | Bombers de Flin Flon   | 4                    |                      |   |              |              |  |  |        |        |
|  | Pats de Regina         | 0                    |                      |   |              |              |  |  |        |        |
|  | Pats de Regina         | 0                    | Bombers de Flin Flon | 4 |              |              |  |  |        |        |
|  |                        |                      | Bombers de Flin Flon | 4 |              |              |  |  |        |        |
|  |                        | Oil Kings d'Edmonton | 1                    |   |              |              |  |  |        |        |
|  | Oil Kings d'Edmonton   | Oil Kings d'Edmonton | 1                    | 3 |              |              |  |  |        |        |
|  | Oil Kings d'Edmonton   |                      |                      | 3 |              |              |  |  |        |        |
|  | Blades de Saskatoon    | 2                    |                      |   |              |              |  |  |        |        |
|  | Blades de Saskatoon    | 2                    | Bombers de Flin Flon | 0 |              |              |  |  |        |        |
|  |                        |                      | Bombers de Flin Flon | 0 |              |              |  |  |        |        |
|  |                        | Bruins d'Estevan     | 4                    |   |              |              |  |  |        |        |
|  | Bruins d'Estevan       | Bruins d'Estevan     | 4                    | 4 |              |              |  |  |        |        |
|  | Bruins d'Estevan       |                      |                      | 4 |              |              |  |  |        |        |
|  | Jets de Winnipeg       | 0                    |                      |   |              |              |  |  |        |        |
|  | Jets de Winnipeg       | 0                    | Bruins d'Estevan     | 4 |              |              |  |  |        |        |
|  |                        |                      | Bruins d'Estevan     | 4 |              |              |  |  |        |        |
|  |                        | Canucks de Moose Jaw | 0                    |   |              |              |  |  |        |        |
|  | Canucks de Moose Jaw   | Canucks de Moose Jaw | 0                    | 4 |              |              |  |  |        |        |
|  | Canucks de Moose Jaw   |                      |                      | 4 |              |              |  |  |        |        |
|  | Wheat Kings de Brandon | 3                    |                      |   |              |              |  |  |        |        |
|  | Wheat Kings de Brandon | 3                    |                      |   |              |              |  |  |        |        |

## Honneurs et trophées
- Champion de la saison régulière : Bombers de Flin Flon.
- Trophée du Joueur le plus utile (MVP), remis au meilleur joueur : Jim Harrison, Bruins d'Estevan.
- Meilleur pointeur : Bobby Clarke, Bombers de Flin Flon.
- Trophée du meilleur esprit sportif : Bernie Blanchette, Blades de Saskatoon.
- Meilleur défenseur : Gerry Hart, Bombers de Flin Flon.
- Recrue de l'année : Ron Fairbrother, Blades de Saskatoon.
- Meilleur gardien : Chris Worthy, Bombers de Flin Flon.